# Bitka pri Verdunu
Bitka pri Verdunu  je ime za niz napadov na francosko mesto Verdun, ki so potekali od februarja do decembra 1916, med prvo svetovno vojno.

## Pomen Verduna
Verdun je bil pravzaprav trdnjava, ki jo je v času Ludvika XIV. postavil slavni graditelj utrdb Vauban in je predstavljal glavno utrjeno postojanko na poti v Pariz. Trdnjava je bila prvič oblegana in premagana v vojni med revolucionarno Francijo in Prusijo, ko se je Verdun po komaj dvodnevnem obleganju vdal Prusom.
Drugič je bilo mesto oblegano v francosko-pruski vojni leta 1870. Takrat je mesto klonilo po šesttedenskem obleganju.

## Prva svetovna vojna
Nemci so se pred Verdunom ustavili med prvo svetovno vojno že tretjič v dobrih sto letih. Vrhovni poveljnik francoske vojske, general Joffre je sicer leta 1914 med francoskim umikom v skladu z obrambnim načrtom svojemu podrejenemu generalu Sarrailu ukazal, naj se umakne iz mesta in prepusti Verdun nasprotniku. Sarrail pa je ukaz zavrnil in svoje enote zadržal v mestu. Verdun pa v tistem času ni bil med glavnimi cilji nemške vojske, ki je proti Parizu prodirala na drugem območju. Zato je v mestu vladal mir še vse do leta 1916, ko se je položaj spremenil - Verdun je postal glavni cilj nemškega napada, nemške čete pa so se proti njemu pognale z izhodišč, komaj 15 kilometrov oddaljenih od centra mesta.

### Razlogi za napad
Napad na Verdun so Nemci sprožili zato, da bi izčrpali nasprotnika. Zavezniki so na zahodni fronti namreč v začetku leta 1916 začenjali dobivati premoč in nemško vrhovno poveljstvo se je odločilo, da mora vojno na zahodu čim prej končati. Francijo, na zahodu glavno nemško nasprotnico, je bilo treba prisiliti, da bi kapitulirala. Nemci so upali, da si bodo z napadom na Verdun in z njegovim zavzetjem odprli pot proti Parizu, če pa do zavzetja ne bi prišlo, naj bi verdunsko bojišče nase »privezalo« toliko francoskih enot, da bi lahko Nemci prešli v napad kje drugje na zahodni fronti.

### Začetek napadov
Mesto Verdun sta varovali dve močni trdnjavi, Fort Douaumont in Fort Vaux, za obrambo katerih je skrbelo pol milijona francoskih vojakov, ki so bili nastanjeni v obeh trdnjavah in v okolici mesta samega.
Nemci so na območju napada zbrali približno milijon vojakov in 850 kosov artilerijskega orožja, nameščenega globoko v zaledju. V skladu s takratno doktrino so Nemci napad na dvanajst kilometrov široki fronti začeli z artilerijsko pripravo terena.
Bitka za Verdun se je začela 21. februarja 1916 ob deveti uri zjutraj, prva granata, ki so jo Nemci izstrelili iz Kruppovega 380-milimetrskega topa, nameščenega 30 kilometrov od Verduna pa je zadela mestno katedralo. Po deveturnem obstreljevanju mesta in obeh utrdb, v katerem so Nemci uporabili tudi granate s strupenim plinom, se je začel pehotni napad, v katerem je sodelovalo 140.000 nemških vojakov.
Obstreljevanje, na katerega so Francozi odgovorili z artilerijskim ognjem in pri tem prav tako uporabili granate, napolnjene z bojnim plinom fosgenom, je v veliki meri poškodovalo obrambne položaje francozov in jim prizadelo velike izgube. Hkrati so Francozi tudi takoj vzpostavili oskrbovalno pot z zaledjem, ki se je je skozi bitko oprijelo ime »Sveta cesta«. Obramba te pomembne prometnice je postala ena najpomembnejših strateških prioritet francozov v bitki za Verdun.
Nemci so naslednji dan nadaljevali z obstreljevanjem in na ta odsek pripeljali tudi več kot 150 letal, ki so postala ključnega pomena pri korekciji artilerijskega ognja. Nemške jurišne enote pa so v tej bitki prvič uporabile tudi novo orožje – plamenometalce.
Tretji dan so Nemci napredovali za pet kilometrov in zajeli 3000 vojnih ujetnikov. Prodrli so vse do vasi Samogneux. Vas so zasedli zaradi napake v komunikacijah med francozi, ki so, misleč, da je vas že zasedena, začeli obstreljevati lastne enote
Naslednji dan so napredovali še dva kilometra in zajeli novih 10.000 francoskih vojakov, kar je močno zbilo moralo francoske vojske in povzročilo dezertacijo severnoafriške divizije, sestavljeno iz vojakov iz Maroka in Alžirije. Med tem incidentom so Francozi celo streljali na bežeče vojake in jih precej pobili, vendar bega niso ustavili.

### Padec Douaumonta
Nemci so se v naslednjih dneh hitro približali Douaumontu in ga 25. februarja, četrti dan ofenzive, zasedli. Francozi so namreč podcenjevali hitrost nemškega prodora in so bili na obrambo slabo pripravljeni. Nemčija je v teh začetnih dneh bojev dosegla velike uspehe, dva njihova častnika pa sta dobila najvišje nemško vojaško odlikovanje, Pour le Mérite. Odlikovanja je na bojišču podelil cesar Vilijem II. osebno, saj je bil tiste dni na fronti in si je osebno ogledoval napredovanje svoje vojske. Peti nemški armadi, ki je prav tako naskakovala Verdun, pa je poveljeval cesarjev sin, kronski princ Vilijem Pruski.
Čeprav je Douaumont padel, pa so Francozi uspeli ostati v Verdunu. Po »Sveti cesti« so v mesto pripeljali dodatnih 190.000 vojakov, 23.000 ton streliva in drugega materiala. Kmalu za tem je spomladansko deževje ustavilo oskrbo, srditi boji za drugo trdnjavo pri Verdunu in mesto samo pa so se nadaljevali z enako intenzivnostjo.

### Boji za Vaux in Mort-Homme
Drugo trdnjavo pri Verdunu, Vaux, so Francozi zagrizeno branili in 2. marca odbili nemški naskok. Isti dan so Nemci ob enem izmed napadov zajeli francoskega stotnika Charlesa de Gaulla. V ujetništvu se je de Gaulle, ki je bil v drugi svetovni vojni vodja Svobodnih Francozov v boju proti nacistični Nemčiji, spoznal z mladim ujetim ruskim častnikom Mihailom Tuhačevskim. Tuhačevski je pozneje v Rdeči armadi napredoval do čina maršala, leta 1938 pa ga je dal Stalin ustreliti zaradi domnevne veleizdaje.
V začetku marca so se začeli tudi spopadi za vzpetino Mort-Homme, ki je predstavljala odlično opazovalno točko in je bila kot taka strateško pomembna za nadaljevanje bojev. Šestega marca so Nemci začeli s topniško baražo, močno kot na začetku napadov na Verdun, potem pa je v močnem snežnem viharju pehota začela z naskokom. Francozi so hrib kljub 1200 ujetim vojakom in številnim žrtvam, zadržali. Bitka za Mort Homme je trajala več tednov, na obeh straneh pa je padlo na tisoče vojakov, vendar je položaj ostal nespremenjen. Podobno je bilo tudi na drugem koncu bojišča, pri Vauxu.
Devetega aprila so Nemci izvedli nov napad na Mort-Homme, ki je tudi spodletel in je zahteval 2200 mrtvih in ranjenih napadalcev.

### Boji za Malincourt in Avocourt
Nemci so 20. marca v boj med vasema Malincourt in Avocourt poslali v napadih na utrjene postojanke izurjeno 11. bavarsko divizijo. Njen poveljnik von Kneussel je leta 1915 dobil Pour le Mérite za ponovno zavzetje avstro-ogrske trdnjave Przemysl v Galiciji, ki so jo pozimi 1914 zavzeli Rusi, leto pozneje pa so jo nemško-avstrijske sile ponovno osvojile. Divizija je ob informacijah o položaju francoskih minskih poljih in bodečih žicah, v štirih urah zasedla francoske položaje in zajela celotno sovražno brigado, 2800 mož s 25 težkimi strojnicami. Naslednji dan pa se je nemško napredovanje ustavilo. Branilci so jih obkolili s treh strani in jim zadali hude izgube; padlo je okoli 2400 mož.

### Preskrba po »Sveti cesti«
Branilci so uspeli po »Sveti cesti« preskrbovati frontne čete. Dnevno so poslali v Verdun 6000 tovornjakov ali vozov in tako tedensko oskrbeli enote s 50.000 tonami materiala in 90.000 vojaki. Prevoznost ceste je zagotavljalo okoli 20.000 vojakov, ki so cesto dnevno utrjevali. V blato, ki je nastalo po vsakem deževju, so položili 750.000 ton kovinskih palic.

### Razbremenjevanje Verduna
Do aprila so bile izgube pri Verdunu ogromne. Predvideva se, da je v bojih padlo ali bilo ranjenih 89.000 Francozov in 81.000 Nemcev.
Za razbremenitev francoske vojske pri Verdunu so začeli Angleži aprila 1916 pripravljati ofenzivo. Prva težava je bila reorganizacija vojske, saj je imelo Združeno kraljestvo v tistem času majhno in strogo profesionalno vojsko, v vojnem času pa so začeli z naborniki popolnjevati svojo armado. V ta namen so pripravili posebne vojaške vaje, ki naj bi milijonsko vojsko pripravile na boje na frontnih črtah.
Britansko otočje pa so Nemci oblegali s podmornicami in poskušali zlomiti britansko moralo z letalskimi napadi in napadi na vojake, stacionirane v Franciji, z bojnimi strupi.

### Poletni boji
Ves maj so na področju Verduna potekali manjši spopadi, zaradi česar so Nemci mobilizirali vse več vojakov in kmalu je v Nemčiji začelo zmanjkovati za delo sposobnih ljudi. Sredi maja so okupacijske oblasti v zasedenih delih Francije za delo na nemških kmetijah deportirale 25.000 francoskih moških in žensk. Nekaj dni kasneje so okupacijske oblasti v zasedeni Belgiji vsem nezaposlenim Belgijcem ukazale, da morajo sprejeti delo v Nemčiji. Odloke je antantna propaganda z največjim veseljem izkoristila kot nov primer »tevtonskega barbarstva« in nasilja nad svobodo ter nevtralne države, še posebej Združene države Amerike, pozvala v »križarsko vojno proti tiraniji«.
Francozi so konec maja poskusili ponovno zasesti Douaumont, a so utrpeli hude izgube. Pomoč Rusiji se je tako oddaljila, večja ruska ofenziva prav tako in za pomoč Francozom pri Verdunu je bilo treba sprožiti ofenzivo za zahodni fronti.

### Padec morale v Nemčiji
7. junija, po trimesečnem obleganju so uspeli Nemci zavzeti tudi Vaux. Šeststo preživelih branilcev je odšlo v ujetništvo, njihovemu poveljniku pa je nemški kronski princ zaradi junaškega odpora vrnil sabljo in mu dovolil, da jo nosi tudi v ujetništvu, kar je bila tedaj največja čast, ki jo lahko zmagovalec izkaže premagancu.
Kljub padcu obeh trdnjav pa francoski poveljnik general Philippe Pétain ni hotel predati Verduna. Britanci so se odločili, da bodo v začetku julija na Somi sprožili veliko ofenzivo, ki bo od Verduna odvrnila del nemških čet. Poleg tega pa so tudi dobro vedeli, da so nemški civilisti začeli izgubljati moralo. V mestih so izbruhnile protivojne demonstracije. Hrane v Nemčiji je namreč zmanjkovalo in antantna blokada je centralne sile popolnoma odrezala od ostalega sveta. Zaradi lakote je leta 1915 umrlo skoraj 90.000 ljudi, leta 1916 pa se je to število dvignilo na 120.000. Ljudje so začeli protestirati proti vojni. Pri tem je imel pomembno vlogo vodja socialistov Karl Liebknecht, ki se je v poslanski zbornici zavzemal za končanje vojne.
Konec junija je izbruhnila tridnevna protestna stavka, ki se je je udeležilo 55.000 delavcev. Zaradi hujskanja delavcev proti vojni so Liebknechta izključili iz parlamenta in ga obsodili na dve leti prisilnega dela. Nekaj tednov kasneje so mu kazen podvojili. Liebknecht je ostal v zaporu do konca vojne, ko pa je padla monarhija, novembra 1918, so ga izpustili. Januarja 1919 je z Roso Luxemburg poskusil zanetiti boljševiško revolucijo, a je propadla, njega in Luxemburgovo pa so ubili.

### Francoski protinapad
Francozi so 24. oktobra pri Verdunu sprožili prvo ofenzivo v letu 1916. Ponovno so uspeli zasesti Fort Douaumont in zajeti 6000 nemških vojakov. Do decembra so si ponovno priborili linije, ki so jih februarja zapustili, in bitka za Verdun se je končala 15. decembra 1916.

## Izgube
Od februarja do decembra so Nemci izgubili okoli 600.000 vojakov, prav toliko padlih so imeli tudi Francozi. V bitkah pri Verdunu in na Somi je sodelovalo 127 nemških divizij in 169 antantnih, od tega 106 francoskih, 56 britanskih, šest belgijskih in ena ruska.
Nemški predsednik vlade von Bethmann Hollweg je 12. decembra 1916 antanti ponudil mirovna pogajanja, vendar je v izjavi poudaril vojaško moč centralnih sil in pa dejstvo, da so »centralne sile po potrebi odločene nadaljevati vojno do zmagovitega konca«. Antantni zavezniki so nemško ponudbo sprejeli in jo ob prvi priložnosti zavrnili, zaradi česar se je prva svetovna vojna nadaljevala še dve leti.

## Odzivi na bitko po svetu
Med najhujšimi boji pri Verdunu so se v Kienthalu v nevtralni Švici zbrali člani Druge socialistične internacionale. Francoski in nemški socialisti so se zedinili in izdali skupen razglas, da je vojna kapitalistična zarota, bitka za dobičke proizvajalcev orožja in osvajanje tujih ozemelj. Tako so vojno obsodili kot nekaj, za kar delavskemu razredu ni mar, vendar ta razglas ni pomagal ustaviti vojne.
Da bi pomagali Franciji, so Rusi sprožili ofenzivo na vzhodu, Italijani pa so odprli soško fronto. Obe fronti sta sicer nase »privezali« veliko nemških in avstro-ogrskih enot, vendar Francozov pri Verdunu nista bistveno razbremenili.

### Irska vstaja
Na Irskem je 1000 irskih republikancev na velikonočni ponedeljek leta 1916 v Dublinu zasedlo pošto, sodišče in še nekaj zgradb v centru mesta. Upali so, da bodo tako lahko dosegli samostojnost, saj so Britanci svojo vojsko potrebovali na fronti in zato na Irskem ne bi mogli izvesti večje akcije. Kljub temu so britanske enote na upor odgovorile z nasiljem in v enem tednu zadušile vstajo. V bojih za neodvisnost Irske je tako padlo 64 irskih borcev, 134 britanskih vojakov in policistov, 220 civilistov pa je umrlo v medsebojnih spopadih in zaradi britanskega topniškega obstreljevanja mestnega centra. Petnajst upornikov so Britanci po predaji ustrelili, upor pa je bil kljub začasni zadušitvi gibanja za neodvisnost začetek konca britanske okupacije Irske.